# Carl Otto Borg
Carl Otto Borg, född 9 juli 1812 i Lund, död 14 februari 1896 på samma ort, var en svensk industriidkare.

## Utbildning och familj
Carl Otto Borg kom från en lång rad av färgare i Lund. Fadern, Jöns Petter Borg, drev familjeföretaget Borgs färgerier, som ursprungligen grundats av Carl Otto Borgs farfars far Hans Persson Borg 1735. Modern hette Benedikta Othilda, född Winkler. Borg gick i familjens fotspår, utbildade sig till färgare och blev gesäll 1834 och mästare 1838. Han kompletterade sin hantverksutbildning med att läsa kemi och tyska i Stockholm.
Han gjorde sin praktik i Tyskland, där han träffade sin blivande hustru Mathilde Hahn (1822–1898). De gifte sig i augusti 1840 i hennes hemstad Hameln, varefter de i september 1840 begav sig tillbaka till Sverige. Makarna kom att få 15 barn, varav fyra dog innan de uppnått vuxen ålder. Deras dotter Christina Beata Othilda gifte sig med professorn Hjalmar Lindgren. Genom sin bror Anders Borg var Carl Otto Borg farbror till konstnärerna Axel och Arvid Borg.

## Industriidkare och mecenat

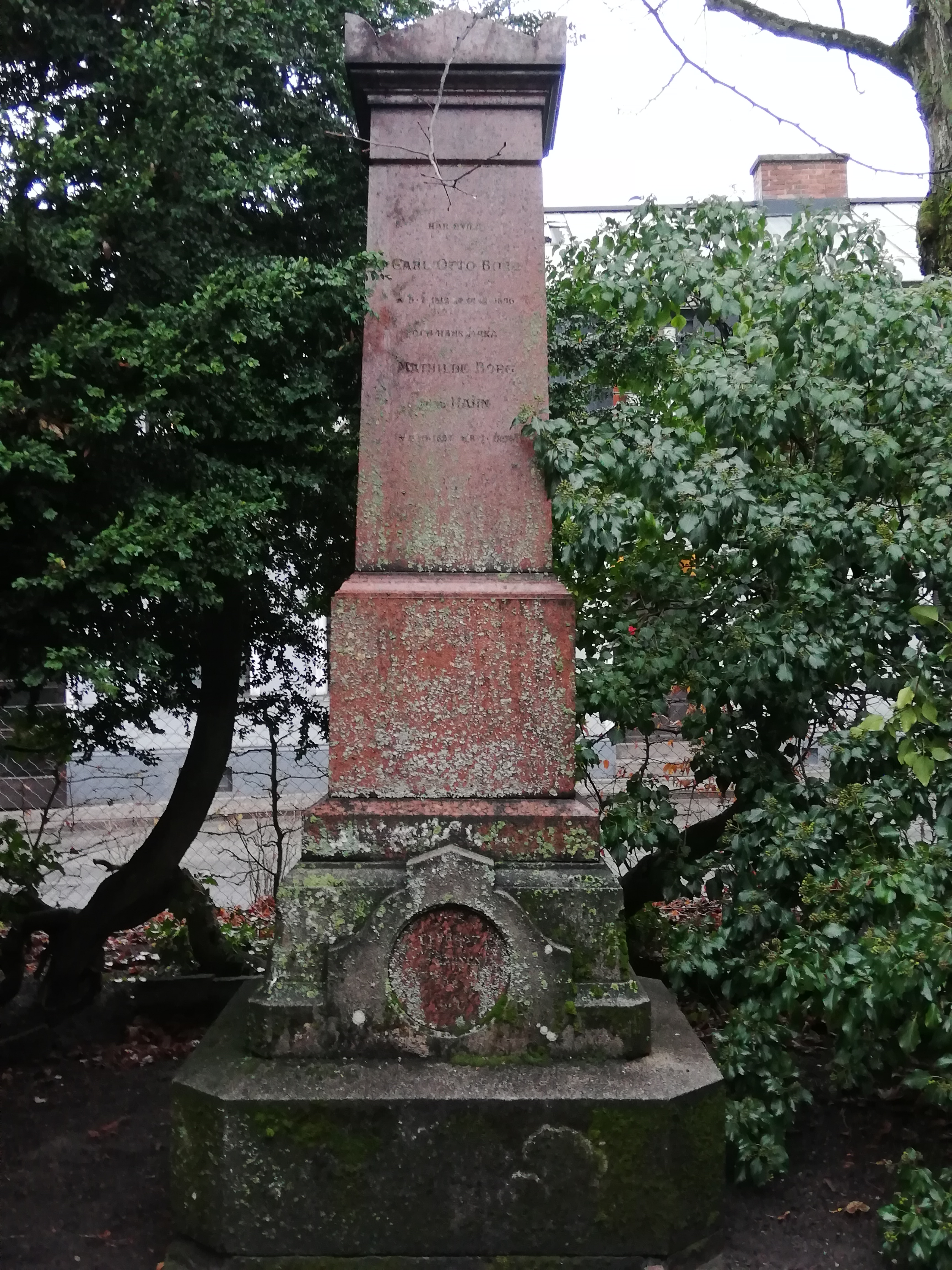
Carl Otto Borgs grav på Östra kyrkogården.

Borg återvände till Lund i september 1840, där han från och med 1841 tog över familjeföretaget. Under hans ledning kom det att bli ett av Lunds största företag (om än endast med 18 anställda). Han utvidgade 1867 den ursprungliga färgerirörelsen med ett ångdrivet spinneri och väveri, och blev samtidigt en förmögen man.
Som besutten man kom Borg att engagera sig i flera rörelser utöver sin egen; han blev en av direktörerna i Skånska brandförsäkringsinrättningen (en post även hans far haft innan honom), och han satt i styrelserna för Lunds filialbank och Skånes Enskilda Bank, för vilken han även var kontorschef i Lund. Hans bankintresse slutade dock inte där, utan han var även ledamot av Skånska hypoteksföreningens direktion och en av stiftarna av Sparbanken för Lunds stad och kringliggande land. Utöver allt detta var han också ordförande för Lunds fabriks- och hantverksförening.
Utöver engagemanget för Lunds bank- och industriväsende intresserade sig Borg även för Lunds universitet och dess studenter. Hans kanske synligaste avtryck på akademien är fontänen på universitetsplatsen, som möjliggjordes genom en donation från honom, men även mindre minnesmärken, såsom Smålands nations gravsten, finansierades av Borgs donationer. Det hände även att han idkade välgörenhet mot enskilda studenter. Hans uppskattning inom studentkretsarna röjes av att han var hedersledamot både av Smålands nation och Akademiska föreningen.

## Råbyholm och företagets vidare öden
Borg drog sig tillbaka från det aktiva arbetet med sitt företag 1871. Han hade redan 1869 gett Helgo Zetterwall i uppdrag att rita ett lantställe på ett antal jordar, ursprungligen inköpta 1820 av fadern, men sedermera kompletterade av Borg – på Råbylund strax söder om Lund. Resultatet, Råbyholm – en "ståndsmässig bostad" med "en park i engelsk stil med slingrande gångar och 300 prydnadssnäckor kring rabatterna", som Lunds bevaringsprogram uttrycker det – stod färdigt 1871, då Borg lämnade både färgeriet och sin bostad på Stora Södergatan. bodde på Råbyholm till sin död 1896, varefter lantstället togs över av sonen Peter Wilhelm Borg, som i sin tur sålde det 1915. Åren 1933–1946 var det ett barnhem "för vård under observationstiden av så kallade problembarn", varefter det åter blev privatbostad. Lantställets ägor har under åren fått ge plats för både motorväg och industribebyggelse; exempelvis ligger Tetra Pak på området.
Carl Otto Borgs företag togs över av sönerna Peter Wilhelm och Berndt August Borg. Det omvandlades år 1897 till AB C.O. Borgs söners fabriker och hade 230 anställda 1950. Företaget köptes 1970 upp av Salanders Fabriks AB.

## Utmärkelser
- Riddare av Kungliga Nordstjärneorden[1]
- Kommendör av 1. klass[17] av Kungliga Vasaorden[1]